# هومنمن ای‌ای بیروت
هومنمن ای‌ای بیروت (عربی: نادی الهومنمن بیروت; ارمنی: Հայ Մարզական Միութիւն (ՀՄՄ)) اختصاراً هومنمن یک باشگاه فوتبال ارمنیان در شهر بیروت، لبنان است. این باشگاه در دسته سوم فوتبال لبنان بازی می‌کند. این باشگاه در سال ۱۹۲۱ تأسیس شده‌است.

## افتخارات
- لیگ برتر فوتبال لبنان
  - قهرمان (۴): ۱۹۴۵, ۱۹۵۴, ۱۹۵۷, ۱۹۶۱
- Lebanese FA Cup
  - نایب قهرمان (۴): ۱۹۹۲–۹۳, ۱۹۹۳–۹۴, ۱۹۹۷–۹۸, ۱۹۹۸–۹۹
- Lebanese Super Cup
  - نایب قهرمان (۱): ۱۹۹۹
- Lebanese Elite Cup
  - قهرمان (۱): ۱۹۹۹

## حضورها در رقابت‌های ای‌اف‌سی
- جام برندگان جام آسیا: ۲ حضور

جام برندگان جام آسیا ۹۶-۱۹۹۵: دور دوم
جام برندگان جام آسیا ۲۰۰۰–۱۹۹۹: دور نخست